# 한 점의 시간
《한 점의 시간》(A Spot of Time)은 2020, 96분, 제작 국가 대한민국, (KMDB 등록기준) 성장 드라마 장르의 독립 영화로, 양혜린이 감독과 각본을 맡았고, 안현진, 양혜린, 백영서 등이 주연을 맡았다. 